# Tratado de Paz Anglo-Tailandês

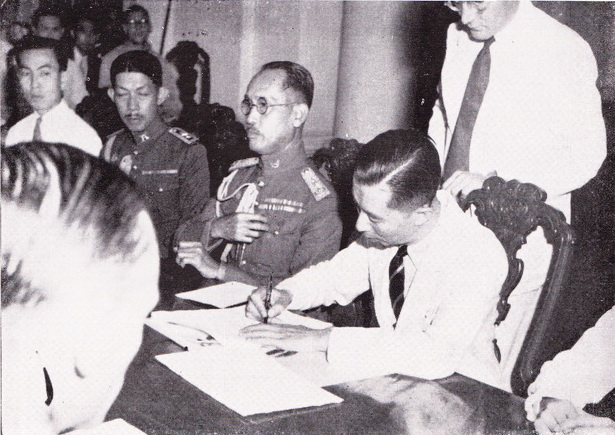
Príncipe Vivadhanajaya Jayanta assinando o Tratado de Paz Anglo-Tailandês em 1946

O Tratado de Paz Anglo-Tailandês (título completo: Acordo Formal para o Término do Estado de Guerra entre o Sião e a Grã-Bretanha e a Índia), assinado em Singapura em 1 de janeiro de 1946, pôs fim ao estado de guerra que existia entre a Tailândia e o Reino Unido desde a declaração de guerra do primeiro em 25 de janeiro de 1942, durante a Segunda Guerra Mundial.
O tratado de paz entrou em vigor no dia de sua assinatura. Foi registrado na United Nations Treaty Series  em 23 de agosto de 1951.

## Contexto
Durante a Segunda Guerra Mundial, a Tailândia foi aliada do Império do Japão. Nessa condição, conquistou alguns territórios que foram incorporados à Tailândia em troca da liberdade para o governo japonês estabelecer bases militares nesses territórios, bem como no restante da Tailândia. Os territórios conquistados pela Tailândia foram tomados da Indochina Francesa durante uma breve guerra com a França no final de 1940 e início de 1941, e da Malásia britânica durante o ataque japonês em dezembro de 1941. Em 25 de janeiro de 1942, o governo tailandês declarou guerra aos Estados Unidos e ao Reino Unido. O Exército do Norte foi enviado para auxiliar na invasão da Birmânia Britânica e parte dessa área foi anexada.
Durante a guerra, partes do governo tailandês mantiveram vínculos sigilosos com os governos aliados e cooperaram secretamente com seus serviços de inteligência. Com a rendição do governo japonês em agosto de 1945, o governo tailandês alegou que nunca esteve em guerra com as potências ocidentais e que a declaração de guerra lhe foi imposta pelos japoneses. O governo estadunidense aceitou essa interpretação jurídica e tratou a Tailândia como uma nação amiga. O governo britânico, no entanto, recusou-se a aceitar essa interpretação e exigiu a conclusão de um tratado de paz.

## Efeitos do tratado
O principal efeito do tratado de paz foi desfazer a anexação tailandesa dos Estados shan e de quatro dos Estados Malaios não Federados. Os britânicos alcançaram menos do que esperavam, em grande parte porque os Estados Unidos se opuseram a qualquer ação punitiva contra a Tailândia. Não conseguiram, por exemplo, reduzir o tamanho das forças armadas tailandesas. O tratado exigia a entrega gratuita de até 1,5 milhão de toneladas de arroz, excedente na Tailândia, para a Malásia Britânica, onde havia escassez. Também proibia os tailandeses de construir um canal através do istmo de Kra sem a permissão do governo britânico, cláusula que prejudicava a autoridade do governo de Pridi Banomyong.
Após sua promulgação, os Estados Unidos e a Grã-Bretanha restabeleceram as relações diplomáticas com a Tailândia em 5 de janeiro. No dia seguinte, uma eleição geral foi realizada. Após o tratado, os Estados Unidos emprestaram US$ 10 milhões à Tailândia para a reconstrução de sua rede de transportes, gravemente danificada pelos bombardeios norte-americanos. A Tailândia aderiu às Nações Unidas em 16 de dezembro de 1946.
Um Tratado de Paz entre Austrália e Tailândia, exigido pela declaração de guerra australiana de 2 de março de 1942 e pela Lei de Adoção do Estatuto de Westminster da Austrália, foi assinado em 3 de abril de 1946.